# Попов, Александр Дмитриевич (биатлонист)
Александр Дмитриевич Попов (22 августа 1994, Большелуг, Корткеросский район, Республика Коми) — российский биатлонист, чемпион и призёр чемпионата России. Мастер спорта России.

## Биография
Представляет Тюменскую область и параллельным зачётом Ямало-Ненецкий АО. Первый тренер — Антонина Владимировна Нестерова, также тренируется под руководством Максима Владимировича Кугаевского.
Становился призёром первенства России среди юниоров в гонке патрулей (2014), победителем и призёром Арктических зимних игр по лыжным гонкам (2012), победителем первенства УрФО (2015).
В 2016 году стал победителем чемпионата России в командной гонке в составе сборной Тюменской области. В 2018 году завоевал бронзу в гонке патрулей в составе сборной ЯНАО.
Становился победителем и призёров этапов Кубка России в эстафете.
Окончил Тюменский государственный университет.

## Личная жизнь
Младший брат Иван (род. 1997) также занимается лыжным спортом и биатлоном.